# Толпаш
Толпа́ш (рос. Толпаш) — річка в Сарапульському районі Удмуртії, Росія, права притока Кирикмаса.
Річка починається на схід від села Ключевка, в невеликому лісовому масиві. Протікає на схід. Впадає до Кирикмаса навпроти села Чорний Єльник.
На обох берегах середньої течії ведеться видобуток нафти.